# Лутосня
Лутосня — река в Московской области России, правый приток Сестры. На старых картах и в некоторых источниках обозначалась как Луто́шня.

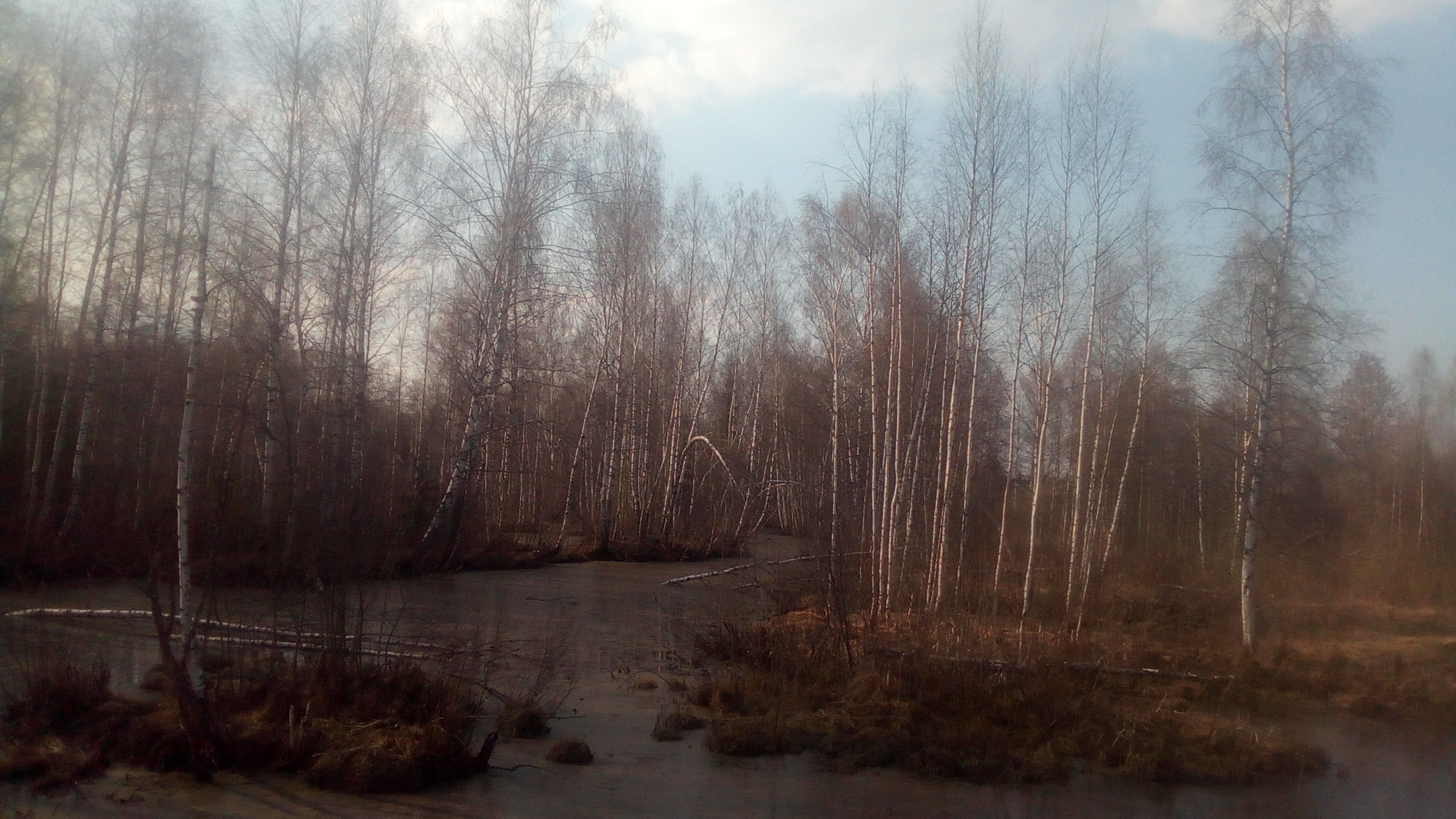
Исток Лутосни

Протекает по территории Дмитровского городского округа, городского округа Солнечногорск и городского округа Клин. Берёт начало у деревни Ивлево, восточнее озера Сенежского, в бывшем Верхе-Клязьминском заповеднике:224. Впадает в Сестру в 73 км от её устья, в 4 км к югу от деревни Слобода.
Длина — 55 км, площадь водосборного бассейна — 364 км², по другим данным, длина — 50 км, площадь водосбора — 434 км²:465. Ширина — 1—5 м, глубина — до 1 м. Среднегодовой расход воды — 2 м³/с. Питание преимущественно снеговое. Замерзает обычно в середине ноября, вскрывается в середине апреля:7—8. Правый приток — река Кимерша.
По данным Государственного водного реестра России, относится к Верхневолжскому бассейновому округу. Речной бассейн — (Верхняя) Волга до Куйбышевского водохранилища (без бассейна Оки), речной подбассейн — бассейны притоков (Верхней) Волги до Рыбинского водохранилища, водохозяйственный участок — Волга от Иваньковского гидроузла до Угличского гидроузла (Угличское водохранилище).
Долина реки — особо охраняемый водный объект — место обитания хариуса европейского. В притоке Лутосни в 2016 году обнаружена ручьевая минога, занесённая в Красную книгу Московской области. На Лутосне расположен музей-усадьба Д. И. Менделеева «Боблово».